# Лукас Бергвалль
Лу́кас Е́рік Го́льгер Бе́ргвалль (швед. Lucas Erik Holger Bergvall; нар. 2 лютого 2006) — шведський футболіст, півзахисник англійського клубу «Тоттенгем Готспур» і збірної Швеції.

## Клубна кар'єра

### «Броммапойкарна»
Вихованець футбольного клубу «Броммапойкарна», де пройшов шлях від дитячої до основної команди. 21 січня 2021 року вперше зіграв за дорослу команду в матчі першого дивізіону з «Пітео». На наступний сезон вже в Супереттані, став частіше виходити на поле в офіційний матчах. 4 жовтня 2022 року забив перший гол за команду, відзначившись в додатковий час поєдинку проти «Естера».. У підсумковій турнірній таблиці «Броммапойкарна» посіла перше місце і вийшла в Аллсвенскан.

### «Юргорден»
9 грудня 2022 року разом зі старшим братом Тео перейшов в «Юргорден», уклавши з клубом трирічний контракт. Дебютував за нову команду 20 лютого 2023 року в матчі групового етапу Кубка Швеції проти «Ландскруни». Бергвалль вийшов на поле в середині другого тайму замість Густава Вікгейма, а в компенсований час забив гол, встановивши кінцевий рахунок (6–1) на користь своєї команди. За підсумками турніру «Юргорден» дійшов до півфіналу, де поступився «Геккену». Дебютував в Аллсвенскан 1 квітня 2023 року, вийшовши на заміну Гампусу Фіннделлу в матчі проти свого колишнього клубу «Броммапойкарна». 24 травня вперше вийшов в основі за «Юргорден» в матчі Аллсвенскан проти «Геккена».
27 липня 2023 року дебютував в єврокубках, вийшовши на заміну Магнусу Ерікссону в матчі другого кваліфікаційного раунду Ліги конференцій УЄФА проти «Люцерна». В серпні зазнав ушкодження, через яке пропустив близько місяця, повернувшись на поле 16 вересня в матчі проти «Вернаму». 30 вересня забив свій перший гол в Аллсвенскан, відзначившись переможним м'ячем в поєдинку проти «Гальмстада». 11 жовтня 2023 року англійська газета The Guardian назвала його одним з 60-ти найкращих футболістів світу 2006 року народження. Всього в сезоні 2023 провів 29 матчів і забив 3 голи, а «Юргорден» посів 4-е місце в чемпіонаті, не потрапивши до зони єврокубків. 25 лютого 2024 року в матчі групового етапу Кубка Швеції проти «Нордік Юнайтед» відзначився дублем.
1 квітня 2024 року забив свій перший гол в сезоні 2024 у матчі 1-го туру Аллсвенскан проти «Гетеборга». 25 травня в поєдинку Аллсвенскан проти «М'єльбю» відзначився дублем.

### «Тоттенгем Готспур»
2 лютого 2024 року підписав п'ятирічний контракт з клубом «Тоттенгем Готспур» на сумму 8,5 млн фунтів. Гравець приєднався до команди 1 липня 2024 року. 19 серпня дебютував за «Тоттенгем» в матчі Прем'єр-ліги проти «Лестер Сіті», вийшовши на заміну Пап Матар Сарру. 8 січня 2025 року в поєдинку Кубка ліги проти «Ліверпуля» забив свій перший гол за «Тоттенгем», принісши перемогу своїй команді (1–0). 29 квітня уклав новий контракт з клубом до літа 2031 року. В своєму дебютному сезоні став з командою переможцем Ліги Європи УЄФА.

## Кар'єра в збірній
Виступав за збірні Швеції до 15, до 16, до 17, до 19 і до 21 року. В січні 2024 року вперше викликаний до збірної Швеції для участі в товариському турнірі на Кіпрі. 12 січня 2024 року дебютував за збірну Швеції у віці 17 років, вийшовши на заміну Себастіану Нанасі в товариському матчі проти збірної Естонії.

## Особисте життя
Його старший брат, Тео, також професіональний футболіст, який виступає за «Юргорден».

## Статистика виступів

### Клубна статистика
Станом на 16 серпня 2025 
| Клуб              | Сезон             | Чемпіонат         | Чемпіонат | Чемпіонат | Кубок | Кубок | Кубок ліги | Кубок ліги | Єврокубки | Єврокубки | Інші  | Інші | Всього | Всього |
| Клуб              | Сезон             | Дивізіон          | Матчі     | Голи      | Матчі | Голи  | Матчі      | Голи       | Матчі     | Голи      | Матчі | Голи | Матчі  | Голи   |
| ----------------- | ----------------- | ----------------- | --------- | --------- | ----- | ----- | ---------- | ---------- | --------- | --------- | ----- | ---- | ------ | ------ |
| Броммапойкарна    | 2021              | Еттан Норра       | 1         | 0         | 0     | 0     | —          | —          | —         | —         | —     | —    | 1      | 0      |
| Броммапойкарна    | 2022              | Супереттан        | 11        | 1         | 1     | 0     | —          | —          | —         | —         | —     | —    | 12     | 1      |
| Броммапойкарна    | Всього            | Всього            | 12        | 1         | 1     | 0     | 0          | 0          | 0         | 0         | 0     | 0    | 13     | 1      |
| Юргорден          | 2023              | Аллсвенскан       | 25        | 2         | 3     | 1     | —          | —          | 1         | 0         | —     | —    | 29     | 3      |
| Юргорден          | 2024              | Аллсвенскан       | 12        | 3         | 6     | 3     | —          | —          | —         | —         | —     | —    | 18     | 6      |
| Юргорден          | Всього            | Всього            | 37        | 5         | 9     | 4     | 0          | 0          | 1         | 0         | 0     | 0    | 47     | 9      |
| Тоттенгем Готспур | 2024–25           | Прем'єр-ліга      | 27        | 0         | 2     | 0     | 4          | 1          | 12        | 0         | 0     | 0    | 45     | 1      |
| Тоттенгем Готспур | 2025–26           | Прем'єр-ліга      | 1         | 0         | 0     | 0     | 0          | 0          | 0         | 0         | 1     | 0    | 2      | 0      |
| Тоттенгем Готспур | Всього            | Всього            | 28        | 0         | 2     | 0     | 4          | 1          | 12        | 0         | 1     | 0    | 47     | 1      |
| Всього за кар'єру | Всього за кар'єру | Всього за кар'єру | 77        | 6         | 12    | 4     | 4          | 1          | 13        | 0         | 1     | 0    | 107    | 11     |

1. ↑  Матчі в Лізі конференцій УЄФА
2. ↑  Матчі в Лізі Європи УЄФА
3. ↑  Матчі в Суперкубку УЄФА

### Міжнародна статистика
Станом на 19 листопада 2024 
| Збірна            | Сезон             | Товариські | Товариські | Офіційні | Офіційні | Всього | Всього |
| Збірна            | Сезон             | Матчі      | Голи       | Матчі    | Голи     | Матчі  | Голи   |
| ----------------- | ----------------- | ---------- | ---------- | -------- | -------- | ------ | ------ |
| Швеція            |                   |            |            |          |          |        |        |
| 2024              | 1                 | 0          | 3          | 0        | 4        | 0      |        |
| Всього за кар'єру | Всього за кар'єру | 1          | 0          | 3        | 0        | 4      | 0      |

### Матчі за збірну
Станом на 19 листопада 2024 
| Матчі Лукаса Бергвалля за збірну Швецію | Матчі Лукаса Бергвалля за збірну Швецію | Матчі Лукаса Бергвалля за збірну Швецію | Матчі Лукаса Бергвалля за збірну Швецію | Матчі Лукаса Бергвалля за збірну Швецію | Матчі Лукаса Бергвалля за збірну Швецію | Матчі Лукаса Бергвалля за збірну Швецію | Матчі Лукаса Бергвалля за збірну Швецію |
| №                                       | Дата                                    | Суперник                                | Рахунок                                 | Голи                                    | Картки                                  | Хвилини                                 | Змагання                                |
| --------------------------------------- | --------------------------------------- | --------------------------------------- | --------------------------------------- | --------------------------------------- | --------------------------------------- | --------------------------------------- | --------------------------------------- |
| 1                                       | 12 січня 2024                           | Естонія                                 | 2–1                                     |                                         |                                         | 31'                                     | Товариський матч                        |
| 2                                       | 5 вересня 2024                          | Азербайджан                             | 3–1                                     |                                         |                                         | 18'                                     | Ліга націй УЄФА 2024–25 (C)             |
| 3                                       | 8 вересня 2024                          | Естонія                                 | 3–0                                     |                                         |                                         | 6'                                      | Ліга націй УЄФА 2024–25 (C)             |
| 4                                       | 19 листопада 2024                       | Азербайджан                             | 6–0                                     |                                         |                                         | 24'                                     | Ліга націй УЄФА 2024–25 (C)             |

Всього: 4 матчі / 0 голів; 4 перемоги, 0 нічиїх, 0 поразок.

## Досягнення
«Броммапойкарна»
- Переможець Супереттана: 2022[35]

«Тоттенгем Готспур»
- Переможець Ліги Європи УЄФА: 2024–25[36]